# Letter to You
Letter to You är ett musikalbum av Bruce Springsteen and the E Street Band som utgavs i oktober 2020 på skivbolaget Columbia Records. Det utgavs lite mer än ett år efter Springsteens soloalbum Western Stars, men var det första sedan 2014 års High Hopes som han gjorde tillsammans med E Street Band. Albumet spelades in under en period på några dagar i november 2019. Tre av skivans låtar, "If I Was the Priest", "Janey Needs a Shooter", och "Song for Orphans" härstammar från 1970-talet och skrevs innan debutalbumet Greetings from Asbury Park, N.J. utgavs. De nyskrivna låtarna behandlar till stor del åldrande.
Albumet har bemötts positivt och snittar på 89/100 på den sammanställande betygssidan Metacritic.

## Låtlista
1. "One Minute You're Here" – 2:57
2. "Letter to You" – 4:55
3. "Burnin' Train" – 4:03
4. "Janey Needs a Shooter" – 6:49
5. "Last Man Standing" – 4:05
6. "The Power of Prayer" – 3:36
7. "House of a Thousand Guitars" – 4:30
8. "Rainmaker" – 4:56
9. "If I Was the Priest" – 6:50
10. "Ghosts" – 5:54
11. "Song for Orphans" – 6:13
12. "I'll See You in My Dreams" – 3:29